# Marisela (álbum)
Marisela es el cuarto álbum y primero grabado con Ariola de la cantante mexicano-estadounidense Marisela. Fue grabado en 1989. 
Después de tres álbumes super exitosos con Profono CBS, Marisela firma un multimillonario contrato con la empresa musical alemana Ariola.
El álbum contiene diez canciones, de las cuales "Ya no puedo volver contigo", "O me quieres o me dejas", "Y voy a ser feliz", "Ámame un poco más" y "Mi triste amiga" se destacan como las canciones con más éxito del disco, además la placa musical recibe discos de oro, platino y diamante por las elevadas ventas de 6 millones de copias. En el mismo, se incluye la versión en castellano de la canción "I know" ó "Ya no", la cual Marisela interpretó en la película "Salsa", quien con otros artistas gana el Grammy Adwards a mejor banda sonora.

## Lista de canciones
1. Amarte es genial 4:15 (Graciela Carballo-Gilson-Joran)
2. Y voy a ser feliz 3:49 (Xavier Santos)
3. Ya no te quiero 4:55 (Graciela Carballo-Peter Bliss)
4. O me quieres o me dejas 3:29 (Roberto Bellester)
5. Ámame un poco más 3:03 (Xavier Santos)
6. Para volver a empezar 3:37 (Graciela Carballo-Horacio Lanzi)
7. Ya no puedo volver contigo 3:48 (Anselmo Solís)
8. Ya no (I know) 4:29 (Barbara George)
9. Demasiado Tarde 3:38 (José Antonio Sosa)
10. Mi triste amiga 4:05 (Xavier Santos)

## Sencillos
El sencillo "Ya No" logró convertirse en un número 1 más en la lista "Top Latin Tracks" de la prestigiosa revista Billboard.
- Datos: Q5999305